# Les Bois d'Anjou
Pour les articles homonymes, voir Bois (communes).
Les Bois d'Anjou est, depuis le 1er janvier 2016, une commune nouvelle française située dans le département de Maine-et-Loire, en région Pays de la Loire. Elle est issue de la fusion de trois communes, Brion, Fontaine-Guérin et Saint-Georges-du-Bois.

## Géographie

### Localisation
Son territoire se situe dans le parc naturel régional Loire-Anjou-Touraine.

### Communes limitrophes
| Sermaise          |              | Baugé-en-Anjou   |
| Mazé-Milon        | Bois d'Anjou | La Lande-Chasles |
| Beaufort-en-Anjou |              | Longué-Jumelles  |

### Climat
Pour des articles plus généraux, voir Climat des Pays de la Loire et Climat de Maine-et-Loire.
En 2010, le climat de la commune est de type climat océanique altéré, selon une étude du CNRS s'appuyant sur une série de données couvrant la période 1971-2000. En 2020, Météo-France publie une typologie des climats de la France métropolitaine dans laquelle la commune est exposée à un climat océanique et est dans la région climatique Moyenne vallée de la Loire, caractérisée par une bonne insolation (1 850 h/an) et un été peu pluvieux.
Pour la période 1971-2000, la température annuelle moyenne est de 11,8 °C, avec une amplitude thermique annuelle de 15,2 °C. Le cumul annuel moyen de précipitations est de 633 mm, avec 10,8 jours de précipitations en janvier et 6,1 jours en juillet. Pour la période 1991-2020, la température moyenne annuelle observée sur la station météorologique installée sur la commune est de 12,7 °C et le cumul annuel moyen de précipitations est de 666,2 mm,. Pour l'avenir, les paramètres climatiques de la commune estimés pour 2050 selon différents scénarios d'émission de gaz à effet de serre sont consultables sur un site dédié publié par Météo-France en novembre 2022.
| Mois                                  | jan.           | fév.           | mars          | avril         | mai           | juin          | jui.          | août         | sep.          | oct.          | nov.          | déc.          | année      |
| ------------------------------------- | -------------- | -------------- | ------------- | ------------- | ------------- | ------------- | ------------- | ------------ | ------------- | ------------- | ------------- | ------------- | ---------- |
| Température minimale moyenne (°C)     | 3,1            | 2,6            | 4,3           | 6,5           | 9,8           | 13,1          | 14,6          | 13,9         | 11,4          | 9,4           | 6             | 3,2           | 8,2        |
| Température moyenne (°C)              | 5,9            | 6,2            | 8,7           | 12            | 15            | 18,6          | 20,4          | 19,6         | 17,2          | 13,6          | 9,2           | 6,1           | 12,7       |
| Température maximale moyenne (°C)     | 8,6            | 9,8            | 13,2          | 17,4          | 20,3          | 24,1          | 26,3          | 25,4         | 22,9          | 17,8          | 12,5          | 9,1           | 17,3       |
| Record de froid (°C) date du record   | −11,2 07.01.09 | −11,5 12.02.12 | −9,9 01.03.05 | −3,1 04.04.22 | 1,1 14.05.10  | 4,2 01.06.06  | 6,7 10.07.04  | 5,8 21.08.14 | 2 29.09.07    | −2 26.10.10   | −5,4 30.11.10 | −8,3 29.12.05 | −11,5 2012 |
| Record de chaleur (°C) date du record | 16,3 24.01.16  | 22,2 27.02.19  | 25,1 31.03.21 | 29,3 15.04.15 | 32,1 28.05.17 | 40,5 18.06.22 | 40,7 23.07.19 | 39 07.08.20  | 35,7 14.09.20 | 30,9 02.10.23 | 22,3 08.11.15 | 16,9 19.12.15 | 40,7 2019  |
| Précipitations (mm)                   | 63,1           | 47,2           | 55,9          | 47,5          | 64            | 49,6          | 44,9          | 48,6         | 42,1          | 73            | 63,9          | 66,4          | 666,2      |

## Urbanisme

### Typologie
Au 1er janvier 2024, Les Bois d'Anjou est catégorisée commune rurale à habitat dispersé, selon la nouvelle grille communale de densité à sept niveaux définie par l'Insee en 2022.
Elle est située hors unité urbaine. Par ailleurs la commune fait partie de l'aire d'attraction d'Angers, dont elle est une commune de la couronne,. Cette aire, qui regroupe 81 communes, est catégorisée dans les aires de 200 000 à moins de 700 000 habitants,.

## Histoire
La commune nouvelle regroupe les communes de Brion, Fontaine-Guérin et Saint-Georges-du-Bois qui deviennent des communes déléguées le 1er janvier 2016. Son chef-lieu est Fontaine-Guérin.

## Politique et administration

### Liste des maires
| Période          | Période                   | Identité           | Étiquette | Qualité                                                                                   |
| ---------------- | ------------------------- | ------------------ | --------- | ----------------------------------------------------------------------------------------- |
| 1er janvier 2016 | 28 mai 2020               | Arnaud Monchicourt | SE        | Gérant de société Vice-président de la CC Baugeois Vallée Ancien maire de Fontaine-Guérin |
| 28 mai 2020      | En cours (au 30 mai 2020) | Sandro Gendron     | SE        | Directeur d'établissement médico-social                                                   |

### Communes déléguées
| Nom                     | Code Insee | Intercommunalité        | Superficie (km2) | Population (dernière pop. légale) | Densité (hab./km2) |
| ----------------------- | ---------- | ----------------------- | ---------------- | --------------------------------- | ------------------ |
| Fontaine-Guérin (siège) | 49138      | CC de Beaufort-en-Anjou | 22,51            | 968 (2013)                        | 43                 |
| Brion                   | 49049      | CC de Beaufort-en-Anjou | 28,29            | 1 175 (2013)                      | 42                 |
| Saint-Georges-du-Bois   | 49280      | CC de Beaufort-en-Anjou | 9,42             | 428 (2013)                        | 45                 |

### Intercommunalité
Les Bois-d'Anjou fait partie :
- de 2016 à 2017, de la communauté de communes de Beaufort-en-Anjou ;
- à partir du 1er janvier 2017, de la communauté de communes Baugeois-Vallée.

## Population et société

### Démographie
L'évolution du nombre d'habitants est connue à travers les recensements de la population effectués dans la commune depuis sa création.

En 2022, la commune comptait 2 531 habitants, en évolution de −4,02 % par rapport à 2016 (Maine-et-Loire : +2,12 %, France hors Mayotte : +2,11 %).
| 2014  | 2015  | 2020  | 2022  |
| ----- | ----- | ----- | ----- |
| 2 591 | 2 610 | 2 574 | 2 531 |

## Culture locale et patrimoine

### Lieux et monuments
- Église Saint-Gervais-et-Saint-Protais de Brion.
- Église Saint-Martin-de-Vertou de Fontaine-Guérin.
- Église Saint-Georges de Saint-Georges-du-Bois.